# Luis Pérez Ponce
Luis Pérez Ponce (Villafranca de Córdoba, provincia de Córdoba, 30 de noviembre de 1666-ibídem, 18 de abril de 1721), fue un sacerdote español, mentor y fundador de una orden religiosa, una congregación femenina, instituida para ayuda a la formación educativa de la mujer. Murió asimismo en Villafranca de Córdoba, el 18 de abril del año 1721.

## Biografía
Muy joven fue enviado por sus padres a la ciudad de Córdoba (España)|Córdoba]], donde cursó estudios en el Colegio de los Dominicos de San Pablo, ordenándose sacerdote a la vez que se integró en la orden religiosa de los carmelitas descalzos. El obispado de Córdoba le envió como coadjutor a Villa del Río (Córdoba), donde permaneció en el cargo, hasta 1712.
Su vida transcurrió entre la parroquia y el colegio de monjas por él fundado, dando ejemplo de austeridad, desprendiminto, generosidad, humildad, y pobreza.
Murió en Villafranca de Córdoba, su pueblo natal, el 18 de abril de 1721, a consecuencia de un acto de caridad, tras atender en su propia casa, y con sus propias manos, a un grupo de soldados enfermos de tabardillo (tifus), que acabaron contagiando la enfermedad al sacerdote.

## Obra
Fundó a finales del siglo XVII la Congregación de la Hijas del Patrocinio de María, orden religiosa femenina dedicada exclusivamente a la enseñanza de niñas, que hoy se halla ampliamente extendida en España y en una gran parte de los países de la América hispana.

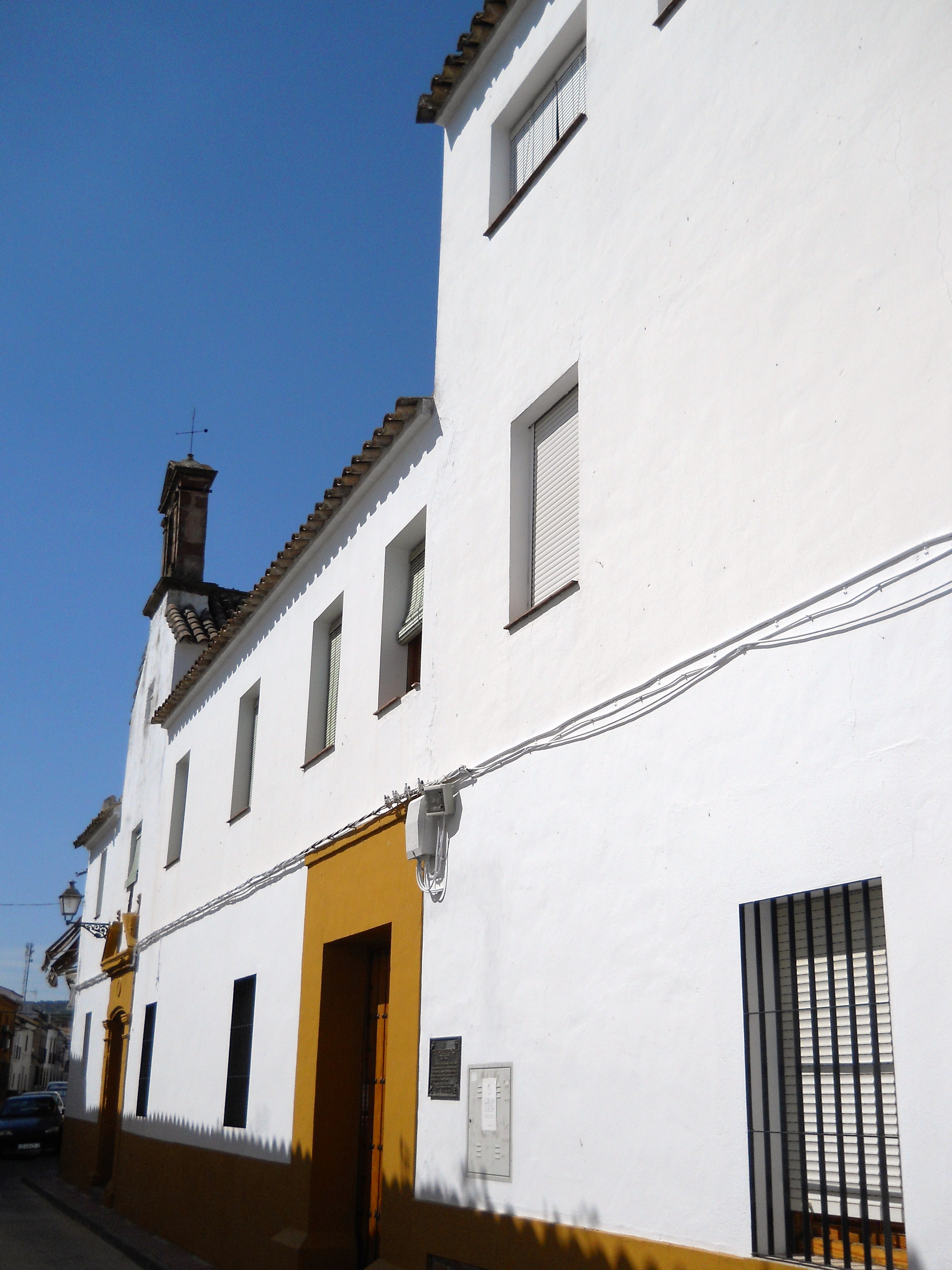
Fachada actual del primer convento, ubicado en Villafranca de Córdoba, de la orden religiosa fundada por el padre Luis Pérez Ponce.